# Miss Intercontinental Brasil 2015
Miss Intercontinental Brasil 2015 foi a 2ª. edição do concurso que seleciona a melhor candidata brasileira para que esta dispute o título de Miss Intercontinental geralmente realizado na Alemanha. Essa edição foi a primeira com o nome de Miss Intercontinental Brasil.  A última realização de um evento que elegeu uma representante brasileira para o referido concurso foi em 2002, porém este era denominado Beleza Brasil.
Coordenado pela Casting Misses, o concurso definiu a vitoriosa que representará o Brasil na edição 2015 do certame internacional. Participaram um total de 20 candidatas de diversas partes do país. A apresentação ficou por conta da modelo Raquel Benetti e do jornalista Alessandro Bóia.

## Resultados

### Colocações
| Posição                 | Estado e Candidata |
| ----------------------- | --- |
| Vencedora               | - Minas Gerais - Lily Amaral |
| 2º. Lugar               | - Santa Catarina - Crisley Girola |
| 3º. Lugar               | - Espírito Santo - Stephany Pim |
| (TOP 09) Semifinalistas | - Alter do Chão - Raíssa Alcântara - Distrito Federal - Natália Mendes - Rio Grande do Sul - Daiani Lize - São Paulo - Fernanda Alves - São Paulo - Karina Azevedo - São Paulo - Rafaela Caleffi |
| (TOP 14) Semifinalistas | - Amapá - Marta Inez - Amazonas - Brenda Pontes - São Paulo - Caroline Santiago - São Paulo - Ellen Catarin - Sergipe - Fernanda Santos                                                          |

### Prêmios Especiais
- Somente o prêmio de Miss Simpatia não conta pontos extras à candidata:

| Colocação          | Estado e Candidata                |
| ------------------ | --------------------------------- |
| Miss Simpatia      | - São Paulo - Karina Azevedo      |
| Miss Fotogenia     | - Espírito Santo - Stephany Pim   |
| Miss Favorita      | - Minas Gerais - Lily Amaral      |
| Melhor Corpo       | - São Paulo - Karina Azevedo      |
| Miss Personalidade | - Santa Catarina - Crisley Girola |
| Miss Multimídia    | - São Paulo - Rafaela Caleffi     |
| Miss Popularidade  | - Amazonas - Brenda Pontes        |
| Miss Real Beleza   | - São Paulo - Rafaela Caleffi     |

### Ordem dos Anúncios
| 1. Lily Amaral 2. Crisley Girola 3. Stephany Pim 4. Rafaela Caleffi 5. Ellen Catarin 6. Natália Mendes 7. Fernanda Santos 8. Marta Inez Lima 9. Fernanda Alves 10. Raíssa Alcântara 11. Caroline Santiago 12. Karina Azevêdo 13. Brenda Pontes 14. Daiani Lizi | 1. Crisley Girola 2. Lily Amaral 3. Stephany Pim 4. Natália Mendes 5. Karina Azevêdo 6. Rafaela Caleffi 7. Raíssa Alcântara 8. Daiani Lize 9. Fernanda Alves | 1. Lily Amaral 2. Stephany Pim 3. Crisley Girola |  |

## Jurados

### Final
| 1. Karla Mandro, modelo e Miss São Paulo 2010; 2. Gabriela Quintella, jornalista do Tudo Miss & Tudo Mais; 3. Dr. Evandro Lucena, cirurgião plástico; 4. Rodrigo Thiré, scouter da Agência Model Zone; 5. Célia Regina, Proprietária da CR Tours; | 1. Yasmin Puccinelli, apresentadora de TV; 2. Diogo Moura, hair-stylist da Moura Cabeleireiros; 3. Diego Romero, produtor de moda; 4. Maristela Sanches, missóloga; e 5. Grazi Raposo, Jornalista da Revista Caras. |

## Rainhas Regionais
As melhores por região do país:
| Posição           | Estado e Candidata                  |
| ----------------- | ----------------------------------- |
| Miss Centro-Oeste | - Distrito Federal - Natália Mendes |
| Miss Nordeste     | - Sergipe - Fernanda Santos         |
| Miss Norte        | - Amazonas - Brenda Pontes          |
| Miss Sudeste      | - Espírito Santo - Stephany Pim     |
| Miss Sul          | - Santa Catarina - Crisley Girola   |

## Resposta Final
Perguntada pelo jurado na final do concurso sobre qual o seu maior medo e como ela iria superá-lo, a vencedora respondeu:
| “ | Bom, meu maior medo eu creio que seja perder a minha família que são as pessoas que eu mais amo nesse mundo. E eu tento superar pensando que Deus sabe o que faz, e eu confio nele e sei que quando essa hora chegar eu estarei preparada. | ” |

## Pontuação Preliminar
| Ranking | Candidata         | Beleza Facial | Estética Corporal | Passarela | Oratória | Profissionalismo | Extras | Total |
| ------- | ----------------- | ------------- | ----------------- | --------- | -------- | ---------------- | ------ | ----- |
| 1ª.     | Crisley Girola    | 356           | 364               | 372       | 398      | 394              | 7      | 1.891 |
| 2ª.     | Stephany Pim      | 400           | 374               | 365       | 392      | 351              | 5      | 1.886 |
| 3ª.     | Rafaela Caleffi   | 376           | 365               | 362       | 382      | 392              | 8      | 1.885 |
| 4ª.     | Ellen Catarin     | 363           | 374               | 369       | 370      | 400              | 3      | 1.879 |
| 5ª.     | Natália Mendes    | 377           | 373               | 362       | 373      | 390              | 2      | 1.877 |
| 6ª.     | Marta Inez        | 369           | 356               | 354       | 393      | 380              |        | 1.852 |
| 7ª.     | Fernanda Santos   | 350           | 345               | 377       | 381      | 399              |        | 1.852 |
| 8ª.     | Fernanda Alves    | 385           | 354               | 354       | 359      | 395              | 3      | 1.850 |
| 9ª.     | Raíssa Alcântara  | 393           | 327               | 353       | 376      | 380              | 3      | 1.829 |
| 10ª.    | Caroline Santiago | 360           | 347               | 351       | 373      | 371              |        | 1.802 |
| 11ª.    | Karina Azevedo    | 370           | 380               | 366       | 373      | 297              | 5      | 1.791 |
| 12ª.    | Daiani Lize       | 396           | 330               | 329       | 397      | 333              | 4      | 1.789 |
| 13ª.    | Brenda Pontes     | 361           | 348               | 353       | 384      | 339              | 2      | 1.787 |
| 14ª.    | Lily Amaral       | 395           | 372               | 339       | 379      | 290              | *      | 1.775 |
| 15ª.    | Andréa Fernandes  | 353           | 344               | 319       | 357      | 338              |        | 1.771 |
| 16ª.    | Sabrina Silva     | 325           | 360               | 355       | 369      | 357              |        | 1.766 |
| 17ª.    | Teresa Cristina   | 336           | 311               | 351       | 396      | 367              | 2      | 1.763 |
| 18ª.    | Marciele Castro   | 356           | 341               | 357       | 343      | 362              |        | 1.759 |
| 19ª.    | Gabriely Paliga   | 389           | 333               | 280       | 308      | 336              | 2      | 1.648 |
| 20ª.    | Izabel Winker     | 339           | 316               | 312       | 333      | 343              |        | 1.643 |

### Observações
A coluna em vermelho significa a pontuação das seguintes premiações:
- Miss Popularidade: A vencedora ganha 2 pts.
- Miss Real Beleza: Foram dados 5, 3 e 2 pontos as 1ª, 2ª e 3ª colocadas.
- Miss Melhor Corpo: Foram dados 5, 3 e 2 pontos as 1ª, 2ª e 3ª colocadas.
- Miss Personalidade: Foram dados 5, 3 e 2 pontos as 1ª, 2ª e 3ª colocadas.
- Miss Multimídia: Foram dados 3, 2 e 1 pontos as 1ª, 2ª e 3ª colocadas.
- Miss Fotogenia: Foram dados 3, 2 e 1 pontos as 1ª, 2ª e 3ª colocadas.

Os pontos extras não se adequam à candidata Lily Amaral (MG) pois foi eleita pelos missólogos como "Miss Favorita" já alcançando as semifinais.

## Candidatas
Todas as aspirantes ao título que competiram este ano:
| Estado             | Candidata            | Idade | Altura | Cidade         |
| ------------------ | -------------------- | ----- | ------ | -------------- |
| Amapá              | Marta Inez Lima      | 22    | 1.75   | Macapá         |
| Amazonas           | Brenda Pontes        | 19    | 1.74   | Manaus         |
| Distrito Federal   | Natália Mendes       | 21    | 1.77   | Gama           |
| Espírito Santo     | Stephany Pim         | 20    | 1.71   | Vitória        |
| Mato Grosso        | Sabrina Silva        | 21    | 1.71   | Jaciara        |
| Mato Grosso do Sul | Gabriely Paliga      | 22    | 1.74   | Campo Grande   |
| Minas Gerais       | Lilioze Amaral       | 22    | 1.80   | Nepomuceno     |
| Pará               | Andréa Fernandes     | 19    | 1.77   | Belém          |
| Alter do Chão      | Raíssa Alcântara     | 21    | 1.73   | Belém          |
| Praia de Salinas   | Izabel Winker        | 18    | 1.75   | Belém          |
| Ilha de Marajó     | Marciele Castro      | 21    | 1.78   | Mãe do Rio     |
| Piauí              | Teresa Cristina      | 19    | 1.70   | São Julião     |
| São Paulo          | Caroline Santiago    | 22    | 1.75   | Santo André    |
| São Paulo          | Ellen Catarin        | 19    | 1.80   | Ibitinga       |
| São Paulo          | Fernanda Alves       | 20    | 1.73   | Ribeirão Pires |
| São Paulo          | Karina Azevêdo       | 25    | 1.78   | Caieiras       |
| São Paulo          | Rafaela Caleffi      | 20    | 1.77   | Bauru          |
| Sergipe            | Fernanda Santos      | 19    | 1.77   | Aracaju        |
| Rio Grande do Sul  | Daiani Lize dos Reis | 25    | 1.81   | Novo Hamburgo  |
| Santa Catarina     | Crisley Girola       | 23    | 1.74   | Nova Trento    |

## Crossovers
Candidatas em outros concursos:
| Miss Espírito Santo - 2014: Espírito Santo - Stephany Pim (Miss Simpatia) - (Representando o município de Vitória) Miss Mato Grosso - 2014: Mato Grosso - Sabrina Silva - (Representando o município de Jaciara) Miss Minas Gerais - 2012: Minas Gerais - Lily Amaral (3º. Lugar) - (Representando o município de Nepomuceno) Miss Minas Gerais Globo - 2011: Minas Gerais - Lily Amaral (Vencedora) - (Representando o município de Nepomuceno) Miss Pará - 2014: Ilha de Marajó - Marciele Castro (5º. lugar) - (Representando o município de Mãe do Rio) Miss Rio Grande do Sul - 2012: Rio Grande do Sul - Daiani Lize (Top 15) - (Representando o município de Gramado) | Miss Santa Catarina - 2013: Santa Catarina - Crisley Girola - (Representando o município de Nova Trento) Miss São Paulo - 2011: São Paulo - Caroline Santiago (Top 27) - (Representando o município de Santo André) - 2013: São Paulo - Rafaela Caleffi (Top 15) - (Representando o município de Jaú) Miss Brasil Globo - 2011: Minas Gerais - Lily Amaral (2º. Lugar) - (Representando o Estado de Minas Gerais) Soberana das Piscinas do Rio Grande do Sul - 2012: Rio Grande do Sul - Daiani Lize (Vencedora) - (Representando o município de Novo Hamburgo) Campeonato de Peladas do Amazonas - 2013: Amazonas - Brenda Pontes (Vencedora) |